# Mechanicsville (Maryland)
Mechanicsville es un lugar designado por el censo ubicado en el condado de Saint Mary en el estado estadounidense de Maryland. En el Censo de 2010 tenía una población de 1.508 habitantes y una densidad poblacional de 111,54 personas por km².

## Geografía
Mechanicsville se encuentra ubicado en las coordenadas 38°25′49″N 76°44′42″O / 38.43028, -76.74500. Según la Oficina del Censo de los Estados Unidos, Mechanicsville tiene una superficie total de 13.52 km², de la cual 13.5 km² corresponden a tierra firme y (0.11%) 0.02 km² es agua.

## Demografía
Según el censo de 2010, había 1.508 personas residiendo en Mechanicsville. La densidad de población era de 111,54 hab./km². De los 1.508 habitantes, Mechanicsville estaba compuesto por el 88.66% blancos, el 7.1% eran afroamericanos, el 0.07% eran amerindios, el 0.86% eran asiáticos, el 0% eran isleños del Pacífico, el 1.06% eran de otras razas y el 2.25% pertenecían a dos o más razas. Del total de la población el 2.72% eran hispanos o latinos de cualquier raza.